# George Leverett
George Leverett (* 10. Februar 1883 in Oktibbeha County, Mississippi; † 20. März 1968 in Hemet, Kalifornien) war ein US-amerikanischer Tontechniker, der einmal für den Oscar für die besten Spezialeffekte nominiert war.

## Leben
Leverett begann seine Laufbahn als Tontechniker in der Filmwirtschaft Hollywoods 1929 in dem von Marcel Silver inszenierten Musicalfilm Married in Hollywood mit J. Harold Murray, Norma Terris und Walter Catlett in den Hauptrollen. Er wirkte bis 1957 an der Produktion von über neunzig Filmen mit.
Bei der Oscarverleihung 1943 wurde er zusammen mit Fred Sersen und Roger Heman senior für den Oscar für die besten Spezialeffekte nominiert, und zwar für den unter der Regie von Henry King entstandenen Piratenfilm Der Seeräuber (The Black Swan, 1942) mit Tyrone Power, Maureen O’Hara und Laird Cregar.

## Filmografie (Auswahl)
- 1930: Der große Treck (The Big Trail)
- 1933: Seemannsglück (Sailor’s Luck)
- 1935: Das Schiff des Satans (Dante’s Inferno)
- 1936: Charlie Chan in der Oper (Charlie Chan at the Opera)
- 1937: Mr. Moto und die Schmugglerbande (Think Fast, Mr. Moto)
- 1937: Heidi
- 1938: Shirley auf Welle 303 (Rebecca of Sunnybrook Farm)
- 1942: Der Seeräuber (The Black Swan)
- 1943: The Gang’s All Here
- 1944: Irish Eyes Are Smiling
- 1946: Smoky, König der Prärie (Smoky)
- 1947: Eine Welt zu Füßen (The Foxes of Harrow)
- 1947: Karneval in Costa Rica (Carnival in Costa Rica)
- 1948: Belvedere, das verkannte Genie (Sitting Pretty)
- 1949: Ich war eine männliche Kriegsbraut (I Was a Male War Bride)
- 1950: Der geheimnisvolle Ehemann (The Jackpot)
- 1951: Mr. Belvederes zweite Jugend (Mr. Belvedere Rings the Bell)
- 1957: Ein süßer Fratz (Funny Face)